# 國道4號 (印度)

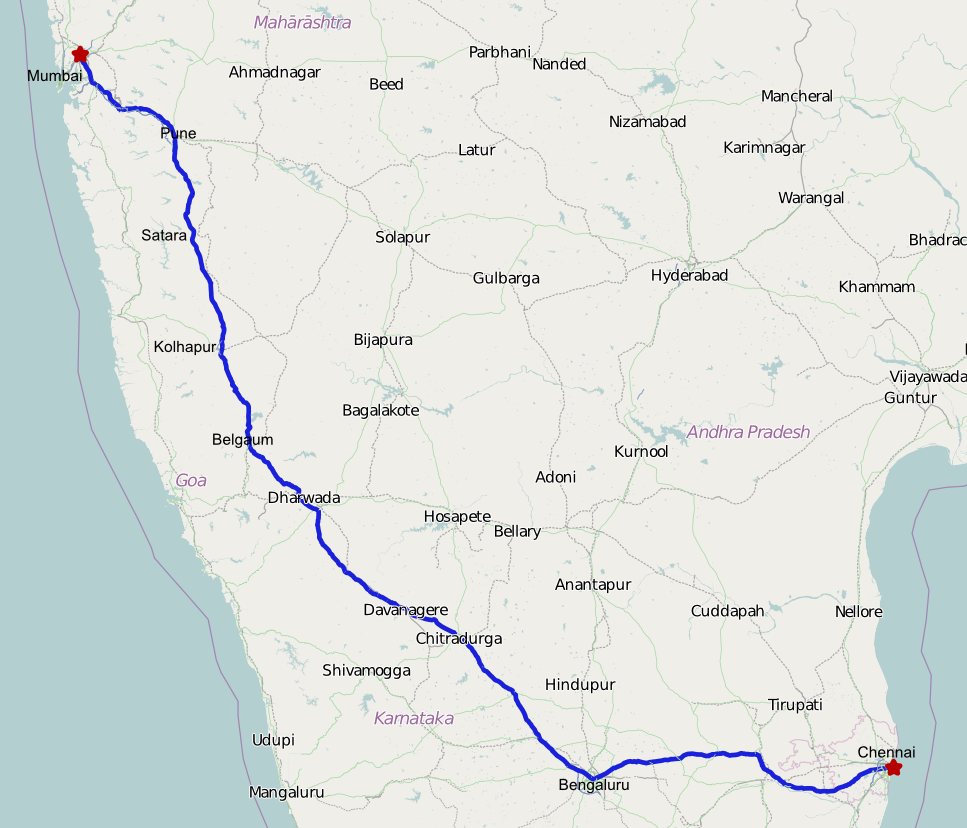
國道4號路線示意圖

國道4號（英語：National Highway 4，簡稱NH4），是連接印度西部最大城市孟買和東南部最大城市金奈的國道，也經過印度十大城市的另外兩個，即浦那和班加羅爾。全長1,235公里。
經過紹拉布爾（馬哈拉施特拉邦）、比賈布爾、吉德勒杜爾加（卡納塔克邦）、克里希納吉里、韋洛爾（泰米爾納德邦）等城市。90%路段是黃金四角的一部分。